# Bali (folk i Kamerun)
Bali är en folkgrupp i Centralafrika som lever i Kamerun, främst i den nordvästra regionen. De är en av befolkningarna på Bamendaplatån (Bamenda Grassfield), men till skillnad från sina grannar är de inte av tikar-ursprung. Några samhällen lever också i Nigeria.

## Etnonymi
Beroende på källor och sammanhang förekommer flera varianter av deras namn: Balis, Ban'i, Bani, Banyonga, Li, Ngaaka, Nyonga.

## Historia
Deras härskare bär titeln fon. Under kolonialperioden hade Bali nära politiska och militära band med tyskarna, vilket gjorde att de kunde bevara sitt territorium i högre grad än andra grupper i Kamerun.